# Všešímy
Všešímy je vesnice v okrese Praha-východ, je součástí obce Kunice. Nachází se 2 km na jihovýchod od Kunic. Na východ od vesnice prochází dálnice D1. Dopravní obslužnost zajišťuje linka 462 od strančického nádraží. Je zde evidováno 115 adres.

## Další fotografie

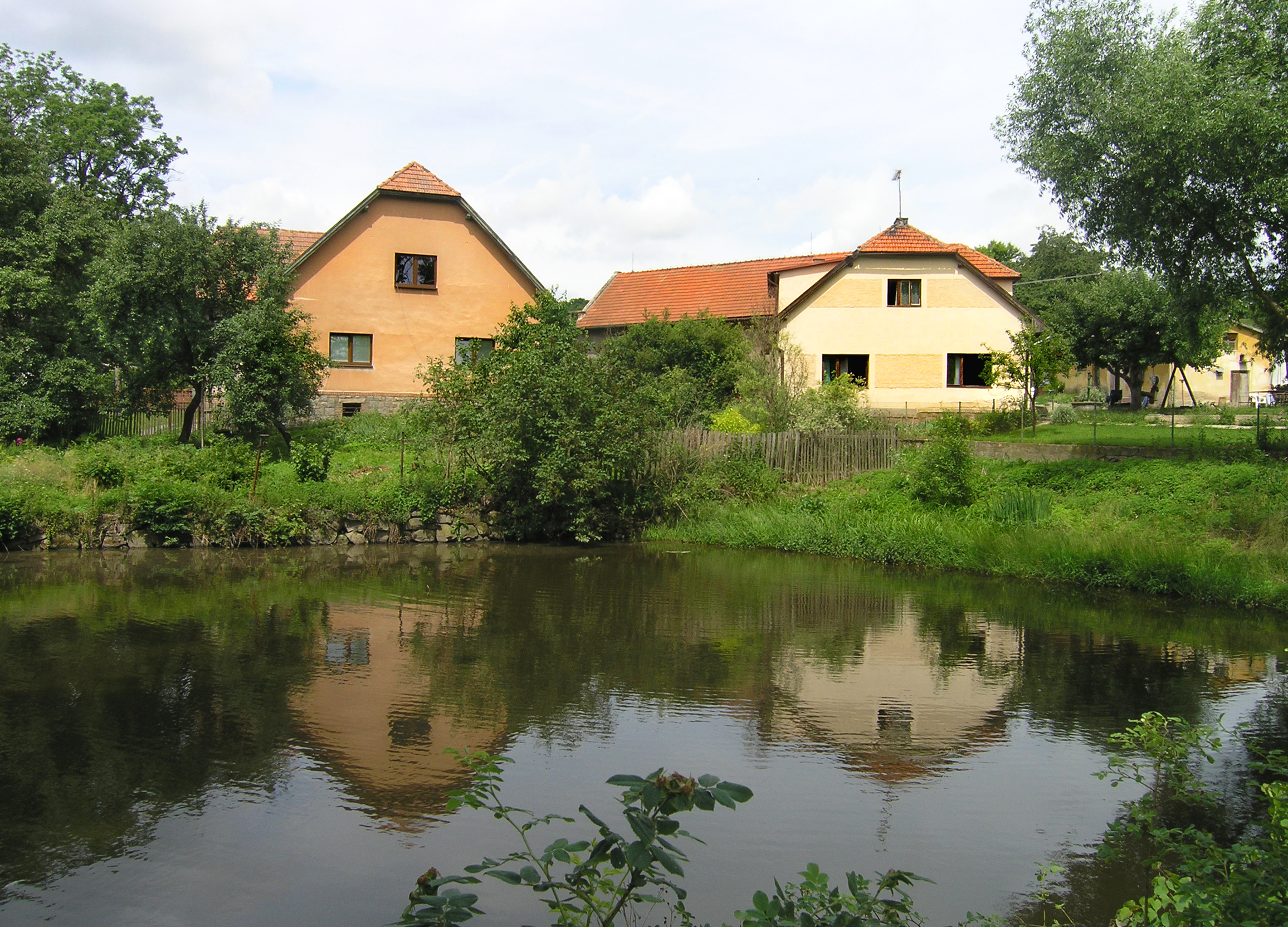
Rybník u návsi
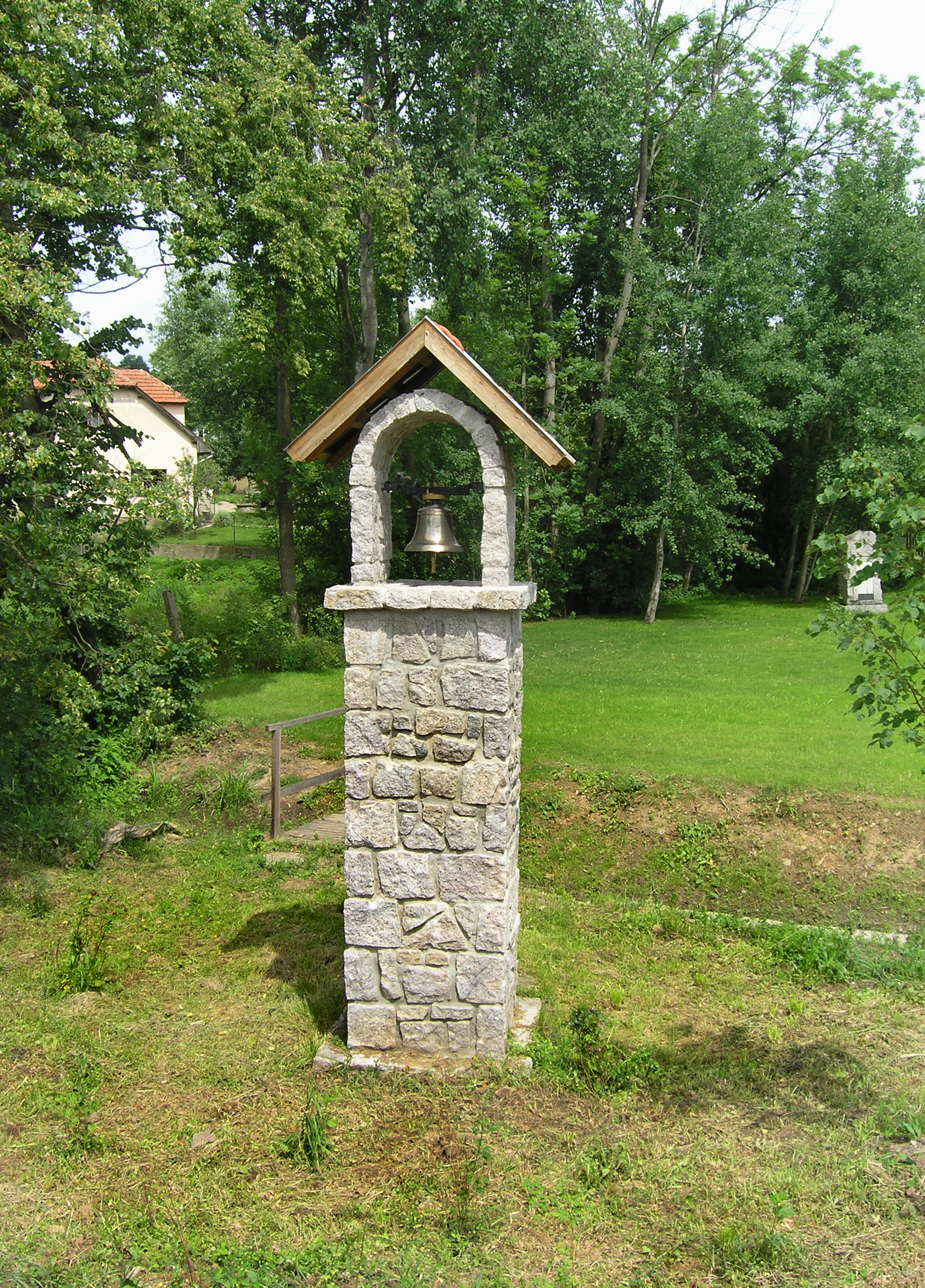
Obnovená zvonička
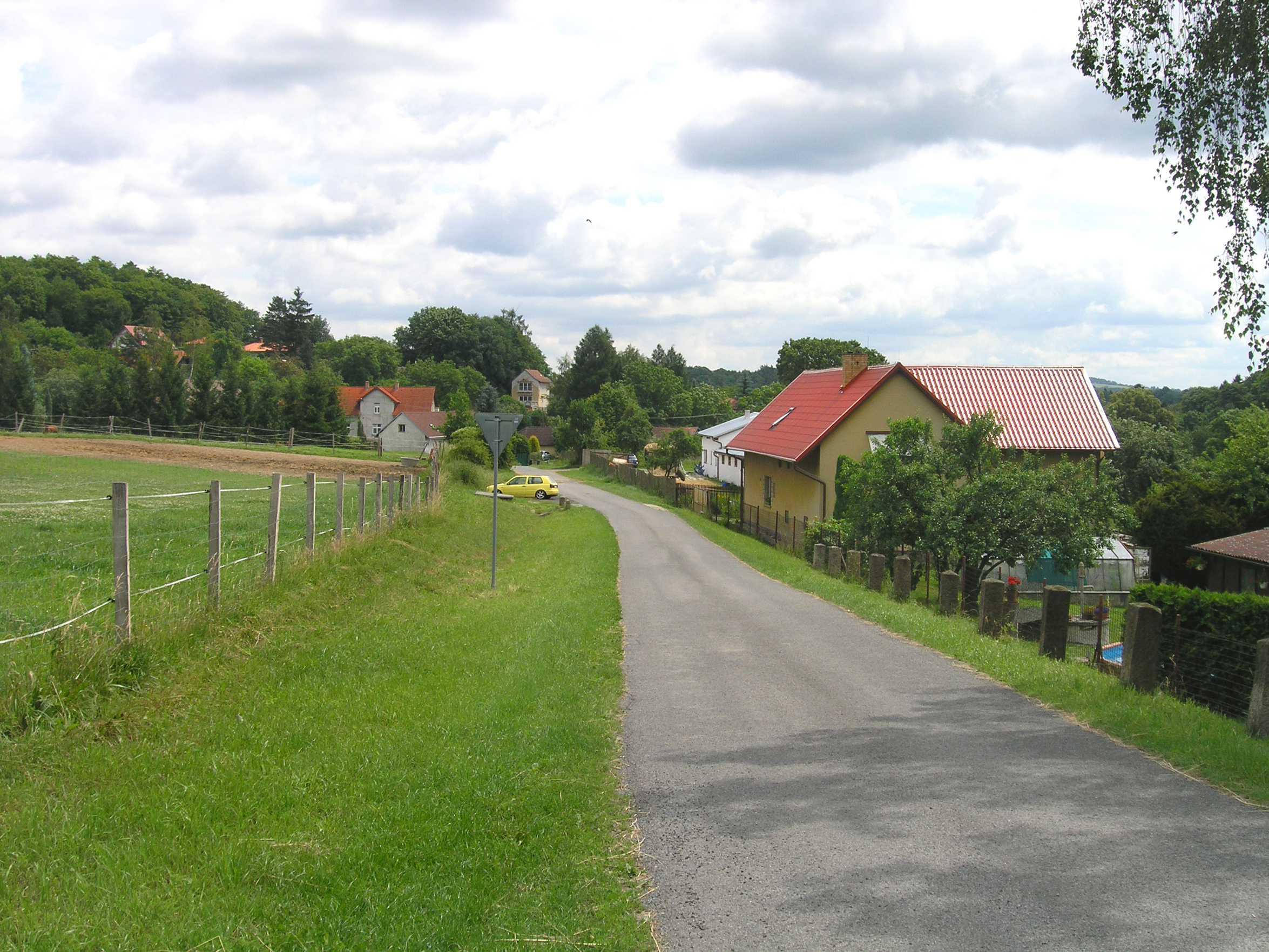
Pohled na vesnici ze západu